# Schönau (Herrieden)
Schönau ist ein Gemeindeteil der Stadt Herrieden im Landkreis Ansbach (Mittelfranken, Bayern). Schönau liegt in der Gemarkung Stadel.

## Geografie
Der Weiler liegt südwestlich des Gemeindesitzes und südlich des Lindleinsgrabens, eines rechten Zuflusses der Altmühl. Im Westen ist er vom Stadler Wald umgeben, im Osten von Grün- und Ackerland mit vereinzeltem Baumbestand. Die Kreisstraße AN 37 führt nach Brünst (1,7 km nordöstlich) bzw. nach Sickersdorf (2,2 km südwestlich).

## Geschichte
Der Ort wurde wahrscheinlich im 13. Jahrhundert gegründet.
Gegen Ende des Alten Reiches, 1802, gab es im Ort drei Untertanen und einen Hirten, die alle zur eichstättischen Vogtei Wahrberg-Aurach zählten.
Mit dem Gemeindeedikt (frühes 19. Jahrhundert) wurde Schönau dem Steuerdistrikt Heuberg und der Ruralgemeinde Stadel zugeordnet. Im Zuge der Gebietsreform in Bayern wurde Stadel am 1. Juli 1971 nach Herrieden im Landkreis Ansbach eingemeindet.

## Einwohnerentwicklung
| Jahr      | 001818 | 001840 | 001861 | 001871 | 001885 | 001900 | 001925 | 001950 | 001961 | 001970 | 001987 |
| Einwohner | 28     | 25     | 27     | 20     | 25     | 19     | 21     | 56     | 30     | 38     | 39     |
| Häuser    | 5      | 6      |        |        | 5      | 3      | 3      | 7      | 7      |        | 9      |
| Quelle    | [ 9 ]  | [ 10 ] | [ 11 ] | [ 12 ] | [ 13 ] | [ 14 ] | [ 15 ] | [ 16 ] | [ 17 ] | [ 18 ] | [ 1 ]  |

## Religion
Der Ort ist römisch-katholisch geprägt und bis heute nach St. Vitus und Deocar (Herrieden) gepfarrt. Die Einwohner evangelisch-lutherischer Konfession sind nach Christuskirche (Herrieden) gepfarrt.